# Noord-Korea op de Olympische Zomerspelen 2008
Noord-Korea nam deel aan de Olympische Zomerspelen 2008 in Peking, China. Noord-Korea debuteerde op de Zomerspelen in 1972 en deed in 2008 voor de achtste keer mee. Voor het eerst sinds 1996 werd weer goud gewonnen.

## Medailleoverzicht
| Sport         | Olympiër     | Discipline | Medaille |
| ------------- | ------------ | ---------- | -------- |
| Gewichtheffen | Pak Hyon-suk | -63kg (v)  | Goud     |
| Gymnastiek    | Hong Un-jong | sprong (v) | Goud     |
| Gewichtheffen | O Jong-ae *  | -58kg (v)  | Zilver   |
| Judo          | An Kum-ae    | -52kg (v)  | Zilver   |
| Judo          | Pak Chol-min | -66kg (m)  | Brons    |
| Judo          | Won Ok-im    | -63kg (v)  | Brons    |

* Op 19 augustus 2016 werd de bronzenplak van Jong Ae-o omgezet naar zilver.
Doping
Op 15 augustus 2008 maakte het IOC bekend dat de Noord-Koreaanse schutter Kim Jong-su positief heeft getest na afloop van zijn wedstrijd op het verboden middel propranolol. Zijn twee medailles werden hem ontnomen. In eerste instantie eindigde hij op de derde plaats bij het 20 meter luchtpistool. Die medaille wordt overgenomen door de Amerikaan Jason Turner. Verder eindigde hij op de tweede plaats bij het 50 meter geweer. Het zilver gaat nu naar de Chinees Tan Zongliang, het brons naar de Rus Vladimir Isakov.

## Deelnemers en resultaten

### Atletiek
| Olympiër      | Discipline   | Resultaat | Prestatie |
| ------------- | ------------ | --------- | --------- |
| Kim Il-nam    | marathon (m) | 42e       | 2:21.51   |
| Pak Song-chol | marathon (m) | 40e       | 2:21.16   |
| Ri Kum-song   | marathon (m) | 33e       | 2:19.08   |
|               |              |           |           |
| Jo Bun-hui    | marathon (v) | 48e       | 2:37.04   |
| Jong Yong-ok  | marathon (v) | 36e       | 2:34.52   |
| Kim Kum-ok    | marathon (v) | 12e       | 2:30.01   |

### Boksen
| Olympiër     | Discipline | Resultaat | Prestatie                       |
| ------------ | ---------- | --------- | ------------------------------- |
| Kim Song-guk | -60kg (m)  | 4e        | 1ste ronde: V van FRA Sow: 3-13 |

### Boogschieten
| Olympiër     | Discipline      | Resultaat | Prestatie |
| ------------ | --------------- | --------- | --- |
| Kwon Un-sil  | individueel (v) | 4e        | plaatsingsronde: 5de met 656 punten 1ste ronde: W van IRI Abtin: 106-96 2de ronde: W van IND Vardhineni: 106-99 3de ronde: W van MEX Román: 105-100 kwartfinale: W van MEX Avitia: 105-99 halve finale: V van KOR Park: 106-109 bronzen finale: V van KOR Yun: 106-109 |
| Son Hye-yong | individueel (v) | 34e       | plaatsingsronde: 45ste met 618 punten 1ste ronde: V van MEX Avitia: 104-112 |

### Gewichtheffen
| Olympiër     | Discipline | Resultaat | Prestatie                                                   |
| ------------ | ---------- | --------- | ----------------------------------------------------------- |
| Cha Kum-chol | -56kg (m)  | 5e        | trekken: 5de met 128kg stoten: 5de met 155kg totaal: 283kg  |
| Ri Kyong-sok | -56kg (m)  | DNF       | trekken: geen geldige poging                                |
| Im Yong-su   | -62kg (m)  | DNF       | trekken: 3de met 138kg stoten: geen geldige poging          |
| Kim Chol-jin | -69kg (m)  | 6e        | trekken: 8ste met 146kg stoten: 6de met 180kg totaal: 326kg |
|              |            |           |                                                             |
| O Jong-ae    | -58kg (v)  | Zilver    | trekken: 6de met 95kg stoten: 2de met 131kg totaal: 226kg   |
| Pak Hyon-suk | -63kg (v)  | Goud      | trekken: 2de met 106kg stoten: 1ste met 135kg totaal: 241kg |
| Hong Yong-ok | -69kg (v)  | DNF       | trekken: geen geldige poging                                |

### Gymnastiek
| Olympiër     | Discipline               | Resultaat | Prestatie                                                          |
| ------------ | ------------------------ | --------- | ------------------------------------------------------------------ |
| Cha Yong-hwa | brug (v)                 | 12e       | kwalificatie: 12de met 15,175 punten                               |
| Cha Yong-hwa | sprong (v)               | 12e       | kwalificatie: 74ste met 13,750 punten                              |
| Hong Un-jong | sprong (v)               | Goud      | kwalificatie: 2de met 15,725 punten finale: 1ste met 15,650 punten |
| Hong Un-jong | individuele meerkamp (v) | 71e       | kwalificatie: 41ste met 56,425 punten                              |

### Judo
| Olympiër      | Discipline | Resultaat | Prestatie |
| ------------- | ---------- | --------- | --- |
| Kim Kyong-jin | -60kg (m)  | 9e        | 1ste ronde: vrij 2de ronde: W van MAD Norbert: ippon 3de ronde: W van ARM Davtyan: yuko kwartfinale: V van AUT Paischer: yuko herkansingen: V van GBR Fallon: waza-ari                                                 |
| Pak Chol-min  | -66kg (m)  | Brons     | 1ste ronde: vrij 2de ronde: W van TKM Nurmuhammedow: ippon 3de ronde: W van ITA Casale: yuko kwartfinale: W van POR Dias: koka halve finale: V van FRA Darbelet: waza-ari bronzen finale: W van UZB Sharipov: waza-ari |
| Kim Chol-su   | -73kg (m)  | 9e        | 1ste ronde: W van CUB Girones: ippon 2de ronde: W van GEO Kevkhishvili: waza-ari kwartfinale: V van AZE Mammadli: waza-ari herkansingen: V van BEL Van Tichelt: ippon                                                  |
|               |            |           | |
| Pak Ok-song   | -48kg (v)  | 5e        | 1ste ronde: vrij 2de ronde: W van POR Hormigo: waza-ari kwartfinale: W van KAZ Nurgazina: waza-ari halve finale: V van CUB Bermoy: ippon bronzen finale: V van ARG Pareto: waza-ari                                    |
| An Kum-ae     | -52kg (v)  | Zilver    | 1ste ronde: W van CUB Mestre: waza-ari 2de ronde: W van VEN Velázquez: yuko kwartfinale: W van KAZ Kaliyeva: waza-ari halve finale: W van JPN Nakamura: koka finale: V van CHN Xian: yuko                              |
| Kye Sun-hui   | -57kg (v)  | 15e       | 1ste ronde: W van AUT Filzmoser: ippon 2de ronde: V van FRA Harel: waza-ari |
| Won Ok-im     | -63kg (v)  | Brons     | 1ste ronde: vrij 2de ronde: W van ARG Krukower: yuko kwartfinale: W van NED Willeboordse: waza-ari halve finale: V van FRA Décosse: waza-ari bronzen finale: W van AUT Heill: waza-ari                                 |

### Schietsport
| Olympiër       | Discipline           | Resultaat | Prestatie                                                                         |
| -------------- | -------------------- | --------- | --------------------------------------------------------------------------------- |
| Kim Jong-su    | 50m pistool (m)      | DSQ       | kwalificatie: 2de met 563 punten (92-95-95-94-94-94) finale: 2de met 660,2 punten |
| Ryu Myong-yon  | 50m pistool (m)      | 9e        | kwalificatie: 27ste met 551 punten (87-93-92-93-92-94)                            |
| Kim Jong-su    | 10m luchtpistool (m) | DSQ       | kwalificatie: 2de met 584 punten (97-98-98-98-97-96) finale: 3de met 683,0 punten |
| Kwon Tong-hyok | 10m luchtpistool (m) | 26e       | kwalificatie: 26ste met 575 punten (97-95-95-96-93-99)                            |
|                |                      |           |                                                                                   |
| Kim Jong-su    | 25m pistool (v)      | 6e        | kwalificatie: 4de met 584 punten (289-295) finale: 6de met 783,4 punten           |
| Kim Jong-su    | 10m luchtpistool (v) | 15e       | kwalificatie: 15de met 382 punten (98-96-93-95)                                   |
| Pak Jong-ran   | skeet (v)            | 9e        | kwalificatie: 9de met 66 punten (20-23-23)                                        |
| Pak Yong-hui   | trap (v)             | 18e       | kwalificatie: 18de met 56 punten (15-19-22)                                       |

### Schoonspringen
| Olympiër                | Discipline              | Resultaat | Prestatie                                                              |
| ----------------------- | ----------------------- | --------- | ---------------------------------------------------------------------- |
| Kim Chon-man            | 10m toren (m)           | 30e       | voorronde: 30ste met 328,85 punten                                     |
|                         |                         |           |                                                                        |
| Kim Jin-ok              | 10m toren (v)           | 17e       | voorronde: 18de met 291,90 punten halve finale: 17de met 259,40 punten |
| Kim Un-hyang            | 10m toren (v)           | 16e       | voorronde: 13de met 316,20 punten halve finale: 16de met 267,00 punten |
| Kim Jin-ok Kim Un-hyang | 10m toren synchroon (v) | 6e        | 308,10 punten                                                          |

### Synchroonzwemmen
| Olympiër                  | Discipline | Resultaat | Prestatie                                                                                               |
| ------------------------- | ---------- | --------- | --- |
| Kim Yong-mi Wang Ok-gyong | duet       | 16e       | technische routine: 16de met 42,917 punten vrije oefening: 16de met 43,584 punten totaal: 86,501 punten |

### Tafeltennis
| Olympiër      | Discipline    | Resultaat | Prestatie |
| ------------- | ------------- | --------- | --- |
| Jang Song-man | enkelspel (m) | 17e       | voorronde: W van PAR Aguirre: 4-0 (11-7, 11-3, 11-8, 11-3) 1ste ronde: W van ARG Liu: 4-2 (11-9, 9-11, 5-11, 11-4, 11-9, 13-11) 2de ronde: W van ESP He: 4-2 (11-8, 8-11, 9-11, 11-7, 12-10, 11-8) 3de ronde: V van HKG Li: 1-4 (4-11, 9-11, 8-11, 11-9, 8-11)                    |
| Kim Hyok-bong | enkelspel (m) | 17e       | voorronde: W van KUW Al-Hasam: 4-2 (11-7, 9-11, 6-11, 11-5, 11-9, 11-9) 1ste ronde: W van BRA Monteiro: 4-1 (11-6, 11-9, 11-6, 7-11, 11-5) 2de ronde: W van TPE Chiang: 4-2 (11-7, 8-11, 11-8, 7-11, 11-4, 12-10) 3de ronde: V van GER Boll: 1-4 (11-13, 3-11, 4-11, 12-10, 8-11) |
| Ri Chol-guk   | enkelspel (m) | 49e       | voorronde: vrij 1ste ronde: V van AUT Gardos: 3-4 (11-6, 11-8, 11-9, 9-11, 1-11, 5-11, 9-11) |
|               |               |           | |
| Kim Jong      | enkelspel (v) | 17e       | voorronde: vrij 1ste ronde: W van VEN Ramos: 4-0 (11-7, 11-7, 11-7, 11-7) 2de ronde: W van ROU Dodean: 4-1 (11-5, 11-7, 11-5, 5-11, 11-8) 3de ronde: V van KOR Park: 0-4 (7-11, 4-11, 8-11, 6-11)                                                                                 |
| Kim Mi-yong   | enkelspel (v) | 49e       | voorronde: vrij 1ste ronde: V van LTU Paškauskienė: 3-4 (5-11, 11-9, 11-3, 5-11, 5-11, 11-6, 5-11) |

### Voetbal
| Olympiër | Discipline | Resultaat | Prestatie                                                                |
| --- | ---------- | --------- | ------------------------------------------------------------------------ |
| Ho Sun-hui Jon Myong-hui Kil Son-hui Kim Yong-ae Kim Kyong-hwa Kim Ok-sim Kong Hye-ok Om Jong-ran Ri Kum-suk Ri Un-gyong Ri Un-suk Song Jong-sun Sonu Kyong-sun Han Hye-yong Jang Il-ok Jang Yong-ok Ri Un-hyang Yu Jong-hui | vrouwen    | 9e        | groep B: 3de W van Nigeria: 1-0 V van Brazilië: 1-2 V van Duitsland: 0-1 |

| Groep B |             |             |             |             |             |            |            |            |        |
| #       | Land        | Wedstrijden | Wedstrijden | Wedstrijden | Wedstrijden | Doelpunten | Doelpunten | Doelpunten | Punten |
| #       | Land        | G           | W           | G           | V           | V          | T          | Saldo      | Punten |
| 1       | Brazilië    | 3           | 2           | 1           | 0           | 5          | 2          | +3         | 7      |
| 2       | Duitsland   | 3           | 2           | 1           | 0           | 2          | 0          | +2         | 7      |
| 3       | Noord-Korea | 3           | 1           | 0           | 2           | 2          | 3          | -1         | 3      |
| 4       | Nigeria     | 3           | 0           | 0           | 3           | 1          | 5          | -4         | 0      |

| Ronde       | Datum    | Plaats      | Land | Score       | Land |
| ----------- | -------- | ----------- | ---- | ----------- | ---- |
| Groepsfase  |          |             |      |             |      |
| 6 augustus  | Shenyang | Noord-Korea | 1-0  | Nigeria     |      |
| 9 augustus  | Shenyang | Brazilië    | 2-1  | Noord-Korea |      |
| 12 augustus | Tianjin  | Noord-Korea | 0-1  | Duitsland   |      |

### Worstelen
| Olympiër       | Discipline  | Resultaat   | Prestatie                                               |
| Vrije stijl    | Vrije stijl | Vrije stijl | Vrije stijl                                             |
| -------------- | ----------- | ----------- | ------------------------------------------------------- |
| Yang Kyong-il  | -55kg (m)   | 12e         | kwalificatie: vrij 1ste ronde: V van AZE Sevdimov: 1-3  |
| Yang Chun-song | -66kg (m)   | 15e         | kwalificatie: vrij 1ste ronde: V van BLR Batyrov: 1-3   |
| Grieks-Romeins |             |             |                                                         |
| Cha Kwang-su   | -55kg (m)   | 15e         | kwalificatie: vrij 1ste ronde: V van CUB Hernández: 1-3 |

Afghanistan · Albanië · Algerije · Amerikaanse Maagdeneilanden · Amerikaans-Samoa · Andorra · Angola · Antigua en Barbuda · Argentinië · Armenië · Aruba · Australië · Azerbeidzjan · Bahama's · Bahrein · Bangladesh · Barbados · België · Belize · Benin · Bermuda · Bhutan · Bolivia · Bosnië en Herzegovina · Botswana · Brazilië · Britse Maagdeneilanden · Bulgarije · Burkina Faso · Burundi · Cambodja · Canada · Centraal-Afrikaanse Republiek · Chili · China · Chinees Taipei · Colombia · Comoren · Congo-Brazzaville · Congo-Kinshasa · Cookeilanden · Costa Rica · Cuba · Cyprus · Denemarken · Djibouti · Dominica · Dominicaanse Republiek · Duitsland · Ecuador · Egypte · El Salvador · Equatoriaal-Guinea · Eritrea · Estland · Ethiopië · Fiji · Filipijnen · Finland · Frankrijk · Gabon · Gambia · Georgië · Ghana · Grenada · Griekenland · Groot-Brittannië · Guam · Guatemala · Guinee · Guinee‑Bissau · Guyana · Haïti · Honduras · Hongarije · Hongkong · Ierland · IJsland · India · Indonesië · Irak · Iran · Israël · Italië · Ivoorkust · Jamaica · Japan · Jemen · Jordanië · Kaaimaneilanden · Kaapverdië · Kameroen · Kazachstan · Kenia · Kirgizië · Kiribati · Koeweit · Kroatië · Laos · Lesotho · Letland · Libanon · Liberia · Libië · Liechtenstein · Litouwen · Luxemburg · Macedonië · Madagaskar · Malawi · Malediven · Maleisië · Mali · Malta · Marshalleilanden · Marokko · Mauritanië · Mauritius · Mexico · Micronesië · Moldavië · Monaco · Mongolië · Montenegro · Mozambique · Myanmar · Namibië · Nauru · Nederland · Nederlandse Antillen · Nepal · Nicaragua · Nieuw-Zeeland · Niger · Nigeria · Noord-Korea · Noorwegen · Oeganda · Oekraïne · Oezbekistan · Oman · Oostenrijk · Oost‑Timor · Pakistan · Palau · Palestina · Panama · Papoea-Nieuw-Guinea · Paraguay · Peru · Polen · Portugal · Puerto Rico · Qatar · Roemenië · Rusland · Rwanda · Saint Kitts en Nevis · Saint Lucia · Saint Vincent en Grenadines · Salomonseilanden · Samoa · San Marino · Sao Tomé en Principe · Saoedi-Arabië · Senegal · Servië · Seychellen · Sierra Leone · Singapore · Slovenië · Slowakije · Soedan · Somalië · Spanje · Sri Lanka · Suriname · Swaziland · Syrië · Tadzjikistan · Tanzania · Thailand · Togo · Tonga · Trinidad en Tobago · Tsjaad · Tsjechië · Tunesië · Turkije · Turkmenistan · Tuvalu · Uruguay · Vanuatu · Venezuela · Verenigde Arabische Emiraten · Verenigde Staten · Vietnam · Wit-Rusland · Zambia · Zimbabwe · Zuid-Afrika · Zuid-Korea · Zweden · Zwitserland
Uitgesloten van deelname: Brunei